# كيتيا سوانير
كيتيا سوانير (بالإنجليزية: Ketia Swanier)‏ مواليد 10 أغسطس 1986 في كولومبوس، هي لاعبة كرة سلة أمريكية. بدأت مسيرتها الاحترافية في سنة 2008. تم اختيارها من قبل فريق كونيتيكت صن خلال الدرافت. فازت بلقب دوري المحترفات.

## المسيرة الاحترافية
لعبت مع كونيتيكت صن في سنة 2008، ثم لعبت مع فينيكس ميركوري من سنة 2009 إلى 2011، ثم لعبت مع أتلانتا دريم في سنة 2012.

## روابط خارجية
- كيتيا سوانير على موقع الاتحاد الوطني لكرة السلة النسائية (الإنجليزية)
- كيتيا سوانير على موقع كرة السلة الأوروبية.كوم (الإنجليزية)
- كيتيا سوانير على موقع كلية كرة السلة في سبورتس رفرنس.كوم (الإنجليزية)
- كيتيا سوانير على موقع بروبوليرز (الإنجليزية)
- كيتيا سوانير على موقع سبورتس رفرنس (الإنجليزية)